# バックスクリーン

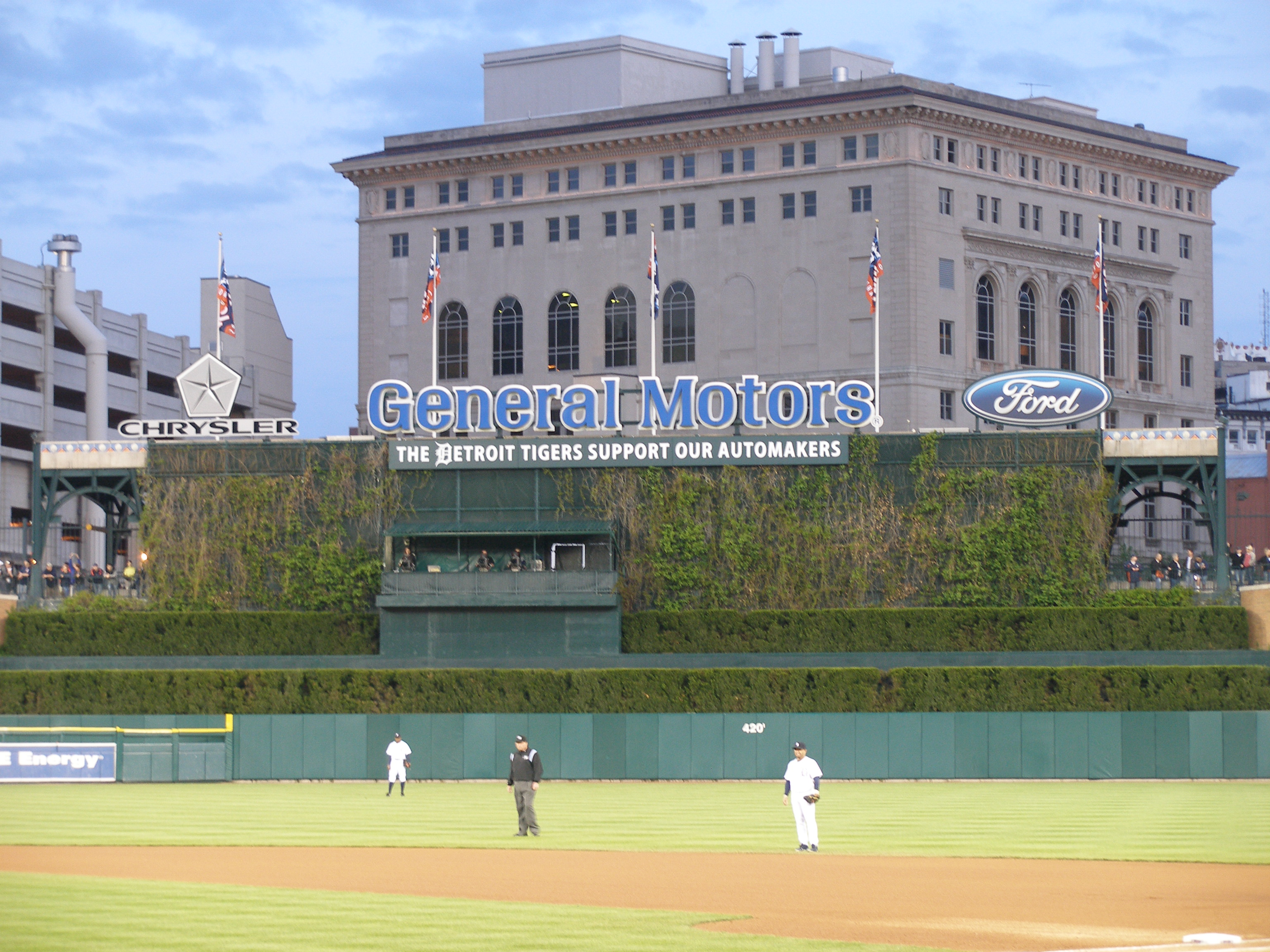
コメリカ・パークのバックスクリーンは植え込みで覆われており、バックスクリーン上に噴水が上がる仕組みになっている

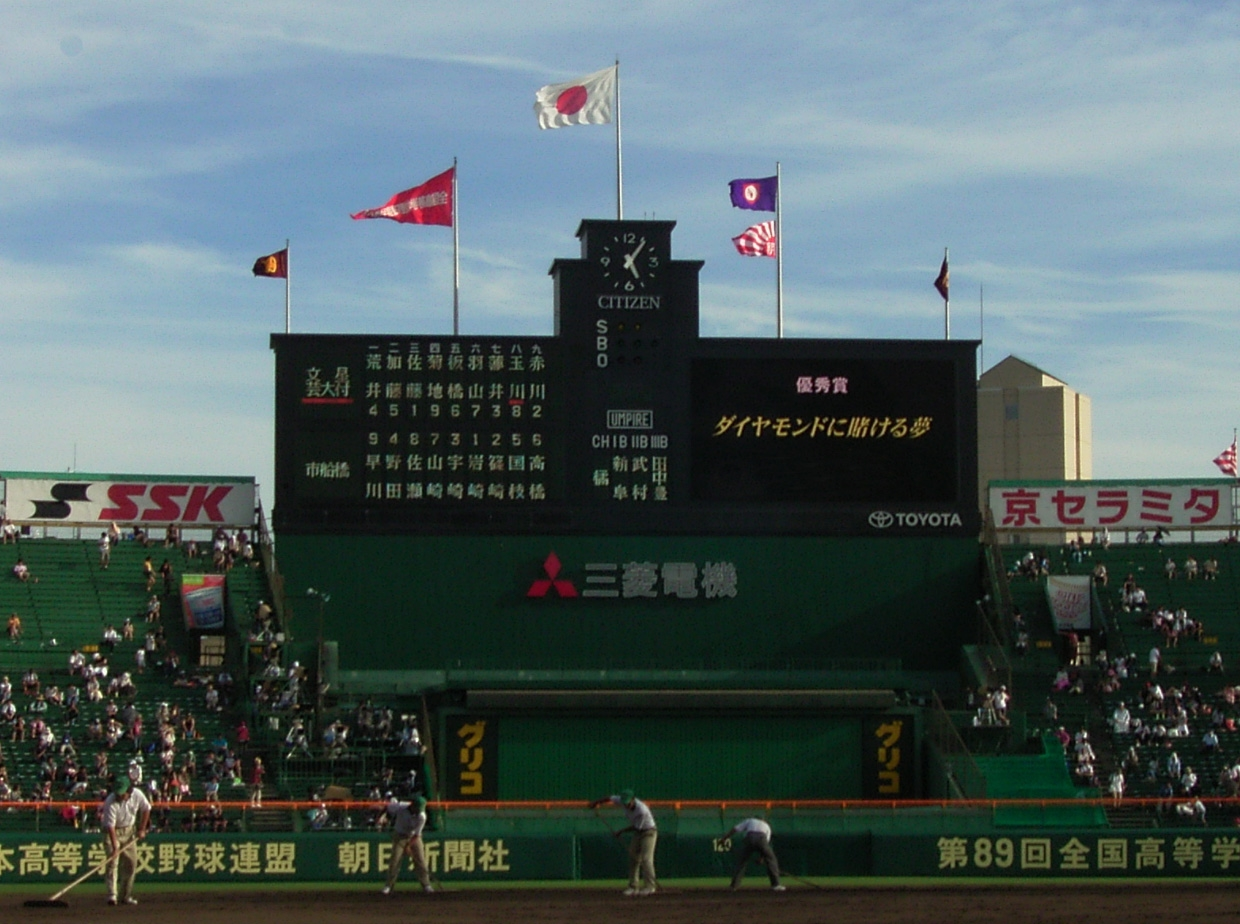
阪神甲子園球場のバックスクリーン（2007年、高校野球時）

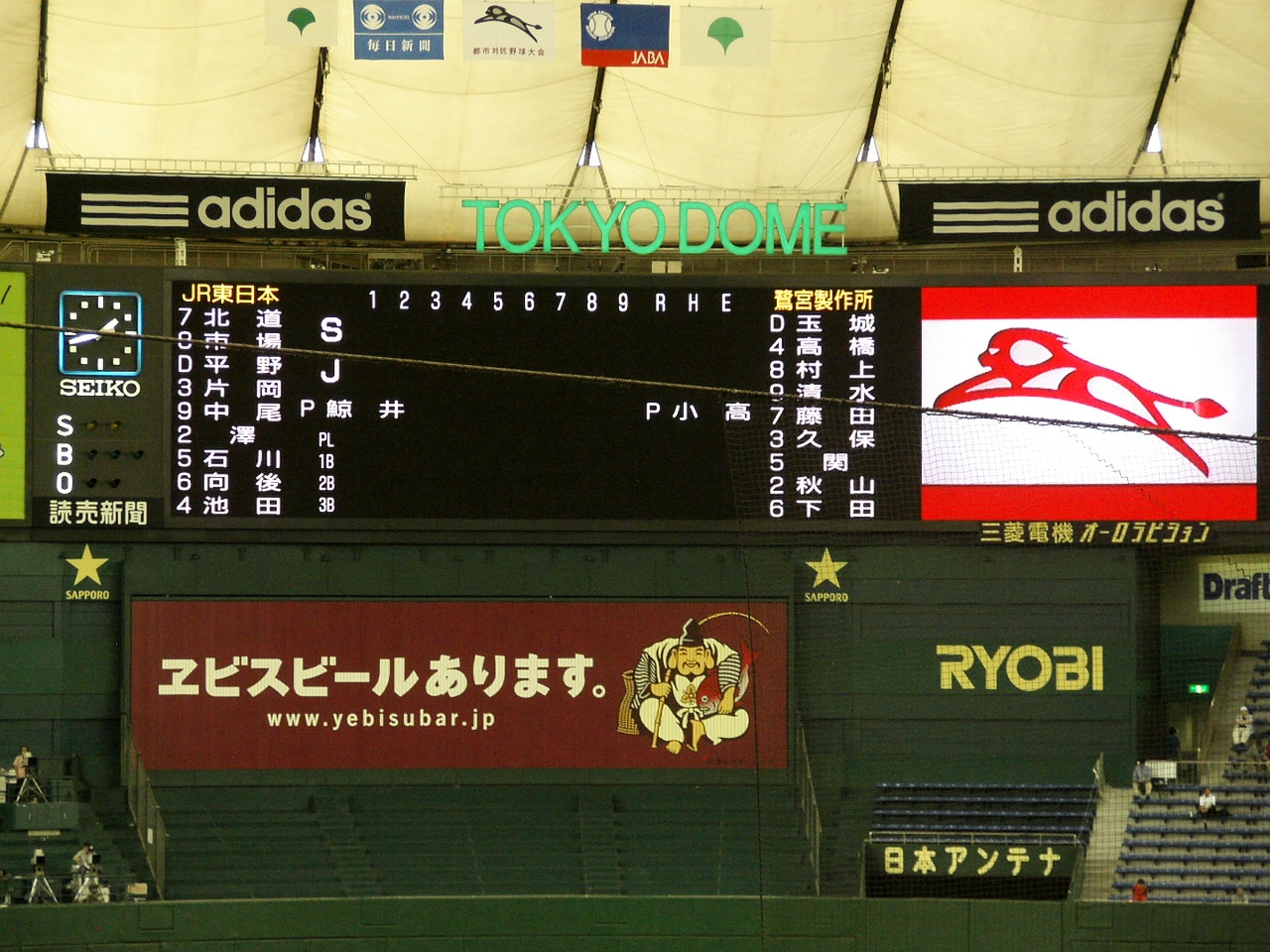
東京ドームのバックスクリーン（2007年、社会人野球・広告表示時）

バックスクリーンは、野球の試合において、打者や捕手、球審などが投手の投げる球を視認しやすいように、野球場の中堅後方に設置されている領域のことである。

## 日本の球場

### 特徴
色は阪神甲子園球場やベルーナドームでは濃緑色、ZOZOマリンスタジアムでは黒、バンテリンドーム ナゴヤでは濃紺（中日ドラゴンズのチームカラーである）など球場によって様々だが、いずれにしても視認性を高めるために余計な文字等は一切書かれておらず、本塁方向から見れば単色の壁のように見えるようになっていることが特徴である。ドーム球場では他のスポーツ、コンサートなどに利用する目的から中堅付近にも座席が設置されているところがあるが、野球で使用する際は中堅付近には観客が立入りできないようにしている。日本では札幌ドーム、バンテリンドーム ナゴヤ、京セラドーム大阪、福岡PayPayドームがこれに該当する。なお福岡PayPayドームはバックスクリーン相当箇所の座席は黒幕で隠している。大阪ドームも開設当初は同様であった。現在大阪・ナゴヤの両ドームはバックスクリーンの箇所だけ濃い青色にして、青緑色のほかの外野席と区分けしている。札幌ドームは座席の色を黒に統一して区分けをしていない（このためバックスクリーン相当付近には立ち入り禁止用のロープが張られてある）。
また、ベルーナドームは屋外球場（西武ライオンズ球場）の時代から、上下スライド（劇場の緞帳とほぼ同じ）のバックスクリーンを使っている。通常は下ろした状態だが、試合前後にはスクリーンを上げて打撃練習用ケージなどの機材を出し入れする他、コンサート・イベントの際には展示物や大道具の搬入・搬出にも使われている。
札幌ドームとエスコンフィールドHOKKAIDOにおいてはスコアボードをバックスクリーンから完全に独立させており（ライト・レフトに二面設置）、エスコンフィールドHOKKAIDOではバックスクリーンがある箇所にヤッホーブルーイングによるブルワリー兼レストラン「そらとしば by よなよなエール」を設置している。
日本ではスコアボードを中堅後方に設置するのが主流で、スコアボード棟の下側の壁面をバックスクリーンとすることが多い。それ故スコアボードを含めてバックスクリーンと称されることもあるが、本来は別のものである。外野スタンドをあまり使わないような球場の場合、阪神鳴尾浜球場のようにスコアボードを横につなげたり、神戸総合運動公園野球場#サブ球場のように独立したもの（スコアボードは高さが低いものを別に設置）が設置されているケースがある。草野球場や練習場では支柱の間にネットを張ったものも使用される（例外的にグラウンド拡張後のナゴヤ球場でも採用されている）。

### 看板
阪神甲子園球場、東京ドーム、明治神宮野球場、楽天生命パーク宮城などのように可動式の広告看板を設けたり、あるいは過去であるがナゴヤ球場や平和台野球場のように電光看板を設置したりするケースもあるが、これら広告類は試合中にはボールの視認性が低下するため表示させないようにし、イニング間や本塁打が出た際などのみに表示させる。
広告スポンサー（主なもの）
- 楽天生命パーク宮城　東芝（1973年-1977年ごろ）→サンシティ（2006年-2008年）→京楽産業（2009年）
- 後楽園球場　富国生命保険（1960年代頃-1987年、東京ドームに移行した1988年以後数年間もスコアボードの「おめでとうホームラン」の表示画像に富国生命の広告が入っていた）
- 東京ドーム　サッポロビール（1996年-）
- 明治神宮野球場　ヤクルト本社（1981年-1990年代前半頃）→トヨタ自動車（1990年代前半頃-2010年代前半ごろ）→オープンハウス（2010年代後半ごろ）→TEKNOS（2022年）
  - なお両サイドは可動式になる前の1970年代に東京スタイル、NKホームの広告を入れていた。1980年代になるとフジテレビジョン・ニッポン放送の看板が付けられるようになったが、バックスクリーン中央部同様に可動式になった。
- ZOZOマリンスタジアム　上部ペプシコーラ（2008年-2012年）→FOX SPORTS ジャパン（2013年-2014年）下部ハートフォード生命保険（ラッキーセブンに牡鹿を使ったキャラクターの風船が膨らまされて登場する、-2009年）→ロッテコアラのマーチ（2010年-）
- 川崎球場　大洋漁業（1970年代ごろ）→その後もあった模様だがスポンサーの詳細不明
- 横浜スタジアム　日産自動車（1978年-1990年代中頃）→アサヒスーパードライ（1990年代中盤ごろ-）
- ナゴヤ球場　中部日本放送（1970年代前半-1996年）
- 日本生命球場　アスパラ（田辺製薬のビタミン飲料）（1970年代）
- 京セラドーム大阪　ヒメカン（富田林市のパチンコ店　2012年-）
- 阪神甲子園球場　カネボウ化粧品（1979年-2004年）→江崎グリコ（2005年-2016年）→山九（2017年-）
- 阪急西宮スタジアム　同和火災海上（1970年代-1997年）
- 広島市民球場　ブリヂストン（1980年代-1992年）
- 平和台野球場　ペンタックス（旭光学）（1979年-1988年）→サッポロビール（1989年-1992年）
- 福岡PayPayドーム　上部コカ・コーラ（ホークス選手のホームラン時にハリー・ホークの風船が膨らまされて登場する、1990年代頃）、下部みずほ銀行（2010年代中頃）

## 米国の球場
アメリカには特徴的なバックスクリーンを持つ球場がある。
2009年に竣工したヤンキー・スタジアムのバックスクリーンにはバー「1893Club」があり野球が観戦できるようになっている。 

## 補足
中堅方向に本塁打を打つことは、よほどの長打力がある選手でも滅多にできることではない（多くの球場で122メートル以上離れている）。そのためプロ野球の公式戦では、ほとんどの試合において、バックスクリーンにボールを打ち込んだ選手に対してはスポンサーから景品が出される。
テレビの野球中継においては、投手と打者の勝負をより見易くするため、バックスクリーン近く（日本の球場の場合、多くはバックネット裏から見て左側）にテレビカメラを設置している。プロ野球の本拠地として使用されているところでは専用のエリアも設けられているほか、地方球場でもプロ野球や高校野球・地方予選中継時には足場を設置する。近年のアメリカでは投球の軌道が見えやすいように、バックスクリーンにテレビカメラを埋め込んでいる球場も多い。日本でもMAZDA Zoom-Zoom スタジアム広島などが採用しているが、リプレイ時にしか使用されていない。
野球では観客を立ち入らせると打者・捕手・球審から投球が見にくくなるため通常は観客は入れない場所であるが、例外として、2010年6月12日・13日に福岡Yahoo!JAPANドームで開催されたソフトバンク対巨人戦では、バックスクリーンとしていた部分の外側を客席として使用した（手違いによる二重予約で、本来定員以上に観客が入場する事が確実になったため。合計340席）。ただ、この際に支障が無かったため、翌年からバックスクリーンの設定領域が見直されて縮小されている。